# 照屋寛善
照屋 寛善（てるや かんぜん、てるや ひろよし、1920年1月21日 - 2004年7月31日）は、日本の医師である。戦後の沖縄の医療界の発展に尽し、沖縄の古典芸能を研究した。琉球大学名誉教授。

## 略歴
1920年1月沖縄県首里に生まれる。1942年九州医専（現久留米大学）卒業。内科の軍医になり南洋のナンボン島などに駐留。1946年復員、九州医専で勉強、後沖縄に帰る。宜野座の松田診療所勤務。沖縄には医師が少なく過労気味であったので1950年にそのことを訴えた。この反響は大きかった。既に始まっていた医学部留学制度は、50年には2回も募集があり、また、本土で勉強している沖縄出身の医師も帰還した人もいる。真和志診療所勤務。1951年2月結核発病。コザ病院に入院。治癒。1956年琉球衛生研究所所長。同年11月宮古島でソテツ中毒が発生。報告する。1960年2月訪問中の日本医師会会長武見太郎に直訴し、日本の厚生省や医師会からの医療援助を取りつける。1960年3月30日学位論文「琉球列島におけるハブ咬症の疫学的研究」東京大学に受理。1961年琉球政府厚生局次長。1963年政府立那覇看護学校校長。1973年沖縄県公害衛生研究所医監。1978年琉球大学保健学部教授。1979年同学部長。1981年琉球大学医学部教授。1985年同退官。琉球大学名誉教授。1990年老人保健施設オリブ園施設長。2004年7月31日、肺炎のため死去。

## ソテツ中毒
- 宮古島の飢饉のために食したソテツで住民の中でソテツ中毒が発生した。照屋は宮古島に出張、現地の医師と共に詳しく診察し新聞に報告したら、英訳され、全世界に知られることになった[5]。また、その後ソテツ毒は癌の治療に使えるのでないかという研究が進んだ[6]。

| 人名 | 年齢 | 摂食月日 | 発病            | 死亡             |
| ---- | ---- | -------- | --------------- | ---------------- |
| ○○○○ | 48   | 11日昼夜 | 12日午前5時     | 12日午前30分     |
| ○○○  | 12   | 11日昼夜 | 12日午前8時10分 | 13日午前1時30分  |
| ○○○  | 16   | 11日昼夜 | 12日午前8時10分 | 12日午後7時30分  |
| ○○○  | 8    | 11日昼夜 | 12日午前11時    | 13日午後7時      |
| ○○○○ | 19   | 11日昼夜 | 12日午後8時     | 14日午前11時30分 |
| ○○○○ | 49   | 11日昼夜 | 12日午後5時     | 治癒             |

## 他の研究
- 沖縄のモクズガニに肺吸虫虫卵がいて、肺吸虫の発生が確認された。東京大学教授の佐々学の助力もあり、沖縄のカニ(現地ではヤマガニとかキーミーガニという）に幼虫がいることを確認、治療や患者の分布などを研究した。肺結核と誤診されていた患者もいた。
- 沖縄の有害動物ハブ咬症の治療、ハブ咬症の対策を研究した。

## 沖縄療友会の誕生
- 自身罹患したこともあり、結核患者の治療を促進するため沖縄療友会を1956年10月発足させた。当時は結核が多く、進んでいる本土の治療などを取り入れた。

## 沖縄の古典芸能研究
- 『＜民俗芸能資料＞「くていぶし」について』まつり通信 88. 1968
- 『しゅんだう考――その解釈と鑑賞』 沖縄芸能歴研究　1, 1976
- 『琉球古典舞踊打組踊「しゅんだう」について』 沖縄タイムス　1977年11月29日
- 『琉歌と唱謡法―その間投詞を中心に』沖縄芸能史研究　6, 1982
- 『【特集】沖縄の芸能・批判と提言《提言》一藝能史研究者の発言』 新沖縄文学　第58号　1983
- 『十七八節について』青い海　136 October 1984.
- 『続・琉球古典舞踊、打組踊「しゅんどう」について』 掲載 窪徳忠先生沖縄調査二十年記念論文集　沖縄の宗教と民俗 1988
- 照屋寛善著『沖縄の古典芸能』 南島文化叢書　9  1989
- 『組踊所感』 小野重朗先生傘寿記念論文集　南西日本の歴史と民俗 1990

## 授賞
- 1987年9月　第39回保健文化賞（沖縄の結核対策および疫学調査の確立。推進に貢献した）
- 1989年　第17回伊波普猷賞（『沖縄の古典芸能』による）

## 文献
- 照屋寛善『戦後沖縄の保健医療行政の推移と展開(〔第51回日本民族衛生学会総会〕会長講演)』、民族衛生　52(付録) 1986.
- 照屋寛善　『戦後沖縄の医療　私の歩んだ道から』メヂカルフレンド社　1987 ISBN 4-8392-1030-6